# HDI-Arena
HDI-Arena, cunoscut în trecut ca Niedersachsenstadion (până în 2002) și AWD-Arena (2002–2013), este un stadion de fotbal din Hanovra, Saxonia Inferioară, Germania. Arena este stadionul de casă al clubului german din Bundesliga, Hannover 96.

## Competiții internaționale de fotbal

### Campionatul Mondial de Fotbal 1974
Stadionul a fost una din cele 9 arene ale Germaniei care au găzduit Campionatul Mondial de Fotbal 1974. Următoarele meciuri de la campionat s-au disputat pe stadion:
| Data       | Ora   | Echipa 1  | Scor | Echipa 2        | Runda   | Spectatori |
| ---------- | ----- | --------- | ---- | --------------- | ------- | ---------- |
| 1974-06-15 | 16:00 | Uruguay   | 0-2  | Țările de Jos   | Grupa 3 | 53.000     |
| 1974-06-19 | 19:30 | Uruguay   | 1-1  | Bulgaria        | Grupa 3 | 12.000     |
| 1974-06-26 | 19:30 | Brazilia  | 1-0  | Germania de Est | Grupa A | 58.463     |
| 1974-06-23 | 16:00 | Argentina | 1-2  | Brazilia        | Grupa A | 38.000     |

### Euro 1988
| Data       | Ora   | Echipa 1  | Scor | Echipa 2          | Runda   | Spectatori |
| ---------- | ----- | --------- | ---- | ----------------- | ------- | ---------- |
| 1988-06-11 | 15:30 | Danemarca | 2-3  | Spania            | Grupa A | 60.366     |
| 1988-06-15 | 20:15 | Irlanda   | 1-1  | Uniunea Sovietică | Grupa B | 38.308     |

### Campionatul Mondial de Fotbal 2006
| Data       | Ora   | Echipa 1   | Scor | Echipa 2      | Runda         | Spectatori |
| ---------- | ----- | ---------- | ---- | ------------- | ------------- | ---------- |
| 2006-06-12 | 21:00 | Italia     | 2-0  | Ghana         | Grupa E       | 43.000     |
| 2006-06-16 | 21:00 | Mexic      | 0-0  | Angola        | Grupa D       | 43.000     |
| 2006-06-20 | 16:00 | Costa Rica | 1-2  | Polonia       | Grupa A       | 43.000     |
| 2006-06-23 | 21:00 | Elveția    | 2-0  | Coreea de Sud | Grupa G       | 43.000     |
| 2006-06-27 | 21:00 | Spania     | 1-3  | Franța        | 1/8 de finală | 43.000     |

## Alte utilizări
Artiști cu mai mult de două concerte ținute pe stadion:
| Artist             | Date                       | Turneu                           | Note                                                      |
| ------------------ | -------------------------- | -------------------------------- | --------------------------------------------------------- |
| The Rolling Stones | 6 & 7 June 1982            | Tattoo You Tour                  |                                                           |
| The Rolling Stones | 23 & 24 May 1990           | Urban Jungle Tour                |                                                           |
| The Rolling Stones | 22 June 1995               | Voodoo Lounge Tour               |                                                           |
| The Rolling Stones | 19 July 2006               | A Bigger Bang Tour               |                                                           |
| Phil Collins       | 17 & 18 July 1990          | Seriously, Live! World Tour      |                                                           |
| Phil Collins       | 3, 4, 6 & 7 September 1994 | Both Sides of the World Tour     |                                                           |
| Genesis            | 7 June 1987                | Invisible Touch Tour             |                                                           |
| Genesis            | 10, 11 & 13 July 1992      | We Can't Dance Tour              |                                                           |
| Genesis            | 23 June 2007               | Turn It On Again Tour            |                                                           |
| Pink Floyd         | 25 June 1988               | A Momentary Lapse of Reason Tour |                                                           |
| Pink Floyd         | 16 & 17 august 1994        | The Division Bell Tour           |                                                           |
| Tina Turner        | 4 June 1990                | Foreign Affair Tour              |                                                           |
| Tina Turner        | 29 May 1996                | Wildest Dreams Tour              |                                                           |
| Tina Turner        | 3 July 2000                | Twenty Four Seven Tour           | with John Fogerty as Support Act                          |
| Metallica          | 31 august 1991             | Wherever We May Roam Tour        | as part of Monsters of Rock 1991                          |
| Metallica          | 19 May 1993                | Nowhere Else to Roam Tour        |                                                           |
| AC/DC              | 31 august 1991             | Razors Edge World Tour           | as part of Monsters of Rock 1991                          |
| AC/DC              | 17 June 2001               | Stiff Upper Lip World Tour       | with Megadeth as Support Act                              |
| Coldplay           | 25 august 2009             | Viva la Vida Tour                |                                                           |
| Coldplay           | 22 September 2012          | Mylo Xyloto Tour                 | with Charli XCX & Marina and the Diamonds as Support Acts |
| Herbert Grönemeyer | 3 June 2007                | 12 Tour                          |                                                           |
| Herbert Grönemeyer | 4 June 2011                | Schiffsverkehr Tour              |                                                           |